# Port lotniczy Majkop
Port lotniczy Majkop (ICAO: URKM) – port lotniczy położony w Majkopie, w Adygei, w Rosji. Obecnie nie obsługuje żadnych połączeń pasażerskich.